# Radio Hole
Als Radio Hole wird im europäischen Zugbeeinflussungssystem ETCS ein bekannter Bereich bezeichnet, in dem eine zuverlässige Funkverbindung nicht aufgebaut oder aufrechterhalten werden kann. Indem ein derartiges, bekanntes Funkloch rechtzeitig per Track Condition übertragen wird, kann dieses in der Regel ohne übermäßige betriebliche Beeinträchtigungen durchfahren werden.

## Hintergrund

Funktionsweise ETCS Level 2 (Variante ohne Lichtsignale)

In den Leveln 2 und 3 von ETCS (sowie im Sonderfall Radio Infill in ETCS Level 1) kommunizieren Fahrzeug und Infrastruktur über eine Funkverbindung.
Diese Funkverbindung wird durch das Fahrzeuggerät (EVC) überwacht und die Zeitstempel der letzten von der Infrastruktur empfangenen konsistenten Nachricht mit der Zeit auf dem Fahrzeuggerät verglichen. Weicht diese Zeit um mehr als eine per Nationalem Wert (T_NVCONTACT) definierten Zeit ab, erfolgt eine ebenfalls per Nationalem Wert (M_NVCONTACT) vorgegebene Reaktion. Möglich sind ein Trip, eine Zwangsbetriebsbremsung oder keine Reaktion. Im Bereich von DB Netz erfolgt beispielsweise nach 40 Sekunden eine Zwangsbetriebsbremsung.
Wird ETCS als einziges Zugbeeinflussungssystem eingesetzt, führt ein längerer Funkabriss damit zumeist zu ungewollt haltenden Zügen und somit zu Betriebsbehinderungen. Dem kann beispielsweise mit einem hohen Maß an Redundanz in der Funk-Infrastruktur entgegengewirkt werden, sodass beispielsweise beim Ausfall eines Basisstation (BTS) oder einer übergeordneten Basisstations-Steuereinrichtung (BSC) weiterhin ein für den ETCS-Betrieb ausreichendes Funkfeld bereitgestellt werden kann. Eine Alternative oder Ergänzung hierzu liegt in der „Radio Hole“-Funktion.
Ein derartiger Bereich wird über ein Datenpaket (packet 68) als Track Condition von der Infrastruktur an das Fahrzeug übertragen. Darin enthalten ist der Abstand bis zum Beginn des Funklochs (bezogen auf die Last Relevant Balise Group) und dessen Länge. In einem „Radio Hole“-Bereich wird die Überwachung der Funkverbindung bzw. der Timer zu T_NVCONTACT ausgesetzt. Wenn die Zugspitze den Beginn eines Radio Hole erreicht, soll die ETCS-Fahrzeugausrüstung eine etwaige noch bestehende Funkverbindung abbauen. Der Triebfahrzeugführer wird im DMI mittels zweier Symbole über ein bevorstehendes bzw. momentan durchfahrendes Funkloch informiert. Wird das Ende eines Radio Hole mit der Zugspitze erreicht, soll sie eine Funkverbindung aufbauen. Bei Vorbeifahrt der Zugspitze setzt dabei der Timer gemäß T_NVCONTACT neu ein.

## Anwendung bei der Deutschen Bahn
Bereits 2007 wurde vorgeschlagen, bei der Ausrüstung mit ETCS Level 2 ohne Signale (L2oS) im RBC eine Funktion vorzusehen, in deren Rahmen eine Fahrterlaubnis nicht in einem gestörten Bereich endet und gleichzeitig „die Parameter für die Überwachung des Funkkanals temporär angepasst“ werden sollten.
Die Deutsche Bahn entwickelte für das Verkehrsprojekt Deutsche Einheit Nr. 8 (VDE 8) die Funktion „Durchfahren einer gestörten Funkzelle“, die so in der europäischen Spezifikation nicht enthalten war und zur Leistungssteigerung in der Rückfallebene vorgesehen war. Damit sollten beim Ausfall mehrerer Basisstationen in mit L2oS ausgerüsteten Bereichen mit einer Höchstgeschwindigkeit von 160 km/h durchfahren werden können. In Verfügbarkeitsuntersuchungen wurde der Ausfall von GSM-R-Basisstationen als Schwachstelle für den Betrieb ohne konventionelle Außensignale erwartet. Später wurde dieses Verfahren als Durchfahren gestörter Funkbereich (DgF) bezeichnet.

Ein von einem zunächst nicht bekannten Funkloch betroffener Zug sollte demnach mittels öffentlichen Mobilfunk eingeholtem Befehl in der Rückfallebene (Staff Responsible) mit bis zu 40 km/h weiterfahren. Soweit ein einfacher Neustart betroffener GSM-R-Netzelemente per Fernkommando nicht erfolgreich gewesen sein sollte, hätte der Fahrdienstleiter einen „Bereich mit gestörter Funkversorgung“ zwischen zuvor definierten ETCS-Halttafeln, Blockkennzeichen oder Hauptsignalen einzugeben und zu aktivieren gehabt. Das RBC sollte daraufhin nur Fahrterlaubnisse erteilen, die über den gesamten betroffenen Bereich hinweg führen, verbunden mit einer Geschwindigkeitsbegrenzung auf 160 km/h und der „Radio Hole“-Streckeneigenschaft. Ferner sollten (schaltbare) Haltbalisen in das Linking eingebunden werden. Mit diesen Balisen sollte – neben weiteren Maßnahmen – einer erhöhten Gefährdung entgegengewirkt werden, da ein Zug durch ein bekanntes Funkloch „blind“ fährt und nicht durch Fahrwegrücknahmen oder Nothaltaufträge angehalten werden kann. Die Haltbalisen sollten 1500 m vor allen ETCS-Halttafeln, die Weichen decken, angeordnet werden und die im Regelbetrieb (maskiert durch Linking) nicht ausgewertet werden sollten. Der Zustand des virtuellen Signals an der ETCS-Halttafel sollte an diesen Balisen durch das Stellwerk mittels Lineside Electronic Unit übermittelt werden. Bei einem virtuell „Halt“ zeigenden Signal die Fahrterlaubnis des noch im Funkloch befindlichen Zuges auf den Standort der Halttafel gekürzt werden, um diesen rechtzeitig anzuhalten. Da eine Level-2-Fahrterlaubnis nicht durch ein Balisenkommando gekürzt werden kann, sollte der Zug durch die Balise nach ETCS Level 1 kommandiert werden und eine neue Fahrterlaubnis erhalten. Frühestens zwei Sekunden später (bei höchstzulässiger örtlicher Geschwindigkeit) sollte eine weitere Balise einen Wechsel nach Level 2 kommandieren.
Eine endgültige sicherheitliche Begutachtung des Verfahrens stand 2020 noch aus, in den im VDE 8 eingesetzten Lastenheftvarianten war das Verfahren nicht enthalten. Die notwendige streckenseitige Technik in Form schaltbarer Haltbalisen war aber an der VDE 8.1 und 8.2 installiert worden.
Aufgrund „unüberwindbare[r] Probleme bei der sicherungstechnischen Zulassung des Verfahrens“ wurde 2020 entschieden, eine Lösung im Rahmen des Betrieblich-Technischen Zielbildes zu erarbeiteten und im Rahmen der Digitalen Schiene umzusetzen. Dabei soll die Funkversorgung verbessert werden. Bei wenigen erwarteten Störungen soll ein Umleitungskonzept in Kraft gesetzt werden. Während Triebfahrzeuge, die mit Baseline-2-Strecken im Netz der DB eingesetzt werden sollen, zunächst einen DgF-bezogenen Anteil im Rahmen von Streckentests erbringen mussten, war ein solcher Anteil für Baseline-3-Strecken nicht mehr vorgesehen. Gemäß einem aktualisierten Testfallkatalog, vom August 2024, ist dieser Nachweis auch für Baseline-2-Strecken nicht mehr zu erbringen.

## Geschichte
In der 2006 vorgelegten SRS-Version 2.3.0d war die Radio Hole-Funktionalität bereits enthalten.